# Das Mädchen von der Farm
Das Mädchen von der Farm (jap. 牧場の少女カトリ, Makiba no Shōjo Katori, dt. „(Vieh-)Weiden-/Farmmädchen Katri“, auch Katri the Milkmaid oder Katri, Girl of the Meadows) ist eine japanische Anime-Fernsehserie aus dem Jahr 1984. Die Geschichte basiert auf dem finnischen Roman Paimen, piika ja emäntä von Auni Nuolivaara und gehört zur Reihe World Masterpiece Theater.

## Handlung
Katoli wird von ihrer Mutter, die als Dienstmädchen arbeitet, im Alter von sechs Jahren zu ihren Großeltern auf eine Farm in Finnland geschickt und dort zurückgelassen, da die Mutter in Deutschland bleiben muss. Dabei weiß Katoli nicht, wie es ihrer Mutter geht und ob sie überhaupt noch lebt, da die Handlung im Ersten Weltkrieg spielt. Von dort an muss sie lernen, selbständig zu werden. Sie hilft im Haushalt und sucht sich eine Anstellung. Dabei unterstützt sie ihr Dackel Abel. Sie wird mit der Zeit immer älter, erlebt verschiedene Abenteuer auf Bauernhöfen und als Babysitter und entwickelt sich von einem tollpatschigen Mädchen zu einer verantwortungsbewussten jungen Frau.

## Produktion und Veröffentlichung
Die Serie wurde 1984 in Japan bei Nippon Animation produziert. Die 49 Folgen entstanden nach einem Drehbuch von Akira Miyazaki. Regie führte Hiroshi Saitō und zuständiger Produzent war Takaji Matsudo. Das Charakterdesign stammt von Noboru Takano und die künstlerische Leitung lag bei Taisaburō Abe. Das Opening Love With You – Ai no Present (Love with You 〜愛のプレゼント〜, ~ Puresento) und das Ending Kaze no Komoriuta (風の子守歌) sang Chie Kobayashi. Für die Serienmusik war Tōru Fuyuki verantwortlich.
Erstmals wurde die Serie zwischen dem 8. Januar 1984 und dem 23. Dezember 1984 auf Fuji TV in Japan ausgestrahlt. Die deutsche Erstausstrahlung erfolgte am 8. März 1993 auf RTL II. Bereits 1987 war die Serie im französischen Fernsehen zu sehen, später auch in Spanien, Italien, den Niederlanden und Portugal.

## Synchronisation
| Rolle (jp./dt.)                    | japanischer Sprecher (Seiyū) | deutscher Sprecher |
| ---------------------------------- | ---------------------------- | ------------------ |
| Katri Ukonniemi/Katoli             | Hitomi Oikawa                | Diana Borgwardt    |
| Ilda Ukonniemi, Katolis Großmutter | Hisako Kyōda                 | Agi Prandhoff      |
| Lotta Kuusela                      | Kumiko Takizawa              | Evelyn Maron       |
| Uris Ukonniemi, Katolis Großvater  | Kōhei Miyauchi               | Wolfgang Kühne     |
| Martti                             | Tōru Furuya                  | Bea Tober          |
| Abel                               | Naoki Tatsuta                |                    |
| Sara Ukonnemi                      | Toshiko Fujita               | Daniela Hoffmann   |
| Aki Ranta                          | Kazuhiko Inoue               | Frank Schröder     |
| Sofia Niilanen                     | Minori Matsushima            |                    |
| Pekka                              | Yoku Shioya                  | Matthias Hinze     |

## Episodenliste
| Nr. | deutscher Titel              | Nr. | deutscher Titel            |
| --- | ---------------------------- | --- | -------------------------- |
| 1   | Der Bär                      | 26  | Unerwartete Hilfe          |
| 2   | Das Geld wird knapp          | 27  | Die neue Anstellung        |
| 3   | Frühlingssturm               | 28  | Ein neuer Anfang           |
| 4   | Die Entscheidung             | 29  | Ende eines Traums          |
| 5   | Der Abschied                 | 30  | Das hässliche Entlein      |
| 6   | Die Arbeit beginnt           | 31  | Der Sandmann               |
| 7   | Die Herrin                   | 32  | Das magische Buch          |
| 8   | Ein schlimmer Tag            | 33  | Trauer und Freude          |
| 9   | Katoli wird krank            | 34  | Die Reise nach Helsinki    |
| 10  | Das Versprechen              | 35  | Vater und Tochter          |
| 11  | Das Unwetter                 | 36  | Frau Lotta zieht um        |
| 12  | Eine überraschende Nachricht | 37  | Die missglückte Trennung   |
| 13  | Das Geschenk                 | 38  | Der Abschied von Pekka     |
| 14  | Die Einladung                | 39  | Das große Fest             |
| 15  | Der erste Lohn               | 40  | Katoli zieht in die Stadt  |
| 16  | Wölfe greifen an             | 41  | Ankunft in Turku           |
| 17  | Rettung im letzten Moment    | 42  | Die Leseprobe              |
| 18  | Hanna und der bissige Hund   | 43  | Die erste Autofahrt        |
| 19  | Der Junge vom Nachbarhof     | 44  | Am Hafen                   |
| 20  | Einer kommt, einer geht      | 45  | Die Suche im Park          |
| 21  | Abel in Gefahr               | 46  | Scherben bringen Glück     |
| 22  | Warten auf den Frühling      | 47  | Ein Geschenk aus Schweden  |
| 23  | Die mutige Kuh               | 48  | Katoli kommt in die Schule |
| 24  | Trennung und Wiedersehen     | 49  | Katolis Mutter kehrt heim  |
| 25  | Die geheimnisvolle Insel     |     |                            |